# Црква Свете Недеље у Призрену
Црква Свете Недеље је храм Српске православне цркве у Призрену који је подигнут на темељима старије сакралне грађевине. Према пронађеном ктиторском натпису, старија црква је била посвећена Богородичином Ваведењу и задужбина младог краља Марка Мрњавчевића (1371—1395) подигнута 1370/1371.
Налази се у призренској четврти Поткаљаја, коју су већински насељавали Срби. Након завршетка рата на Косову и Метохији (1998—1999) и мартовског погрома (2004), албански екстремисти и бивши припадници терористичке Ослободилачке војске Косова прогнали су Србе и спалили њихове домове и споменике културе, укључујући и цркву Свете Недеље. Обнова цркве започела је 2004, док је 2024. председник организације Солидарност за Косово Арно Гујон најавио додатне радове на обнови цркве.
Ова црква је 2024. уздигунута у женски манастир.

## Прошлост
Остаци цркве Краљевића Марка откривени су 1966. године испод новије цркве Свете Недеље. Фреске које су прекривале зидове цркве нађене су само у фрагментима. У рушевинама храма сачувао се још један изузетан споменик српске средњовековне епиграфике — надгробни белег монахиње Марине, чије је народно име било Струја. Сачуван је клесани надвратник са улаза у припрату на којем је забележен Марков ктиторски чин.

## Положај цркве
Налази се у делу града под именом Поткаљаја, који је раније био српска четврт, а смештен је на падини брда изнад града, на чијем врху се налазе остаци Призренске тврђаве ткзв. Каљаје. Црква је једнобродна грађевина, малих димензија, са осмостраном куполом, зидана каменом и опеком, са мало сачуваног живописа у њеној унутрашњости.

## Мартовски погром 2004.
Током Мартовског погрома над Србима 2004. године, црквица је, попут Богородице Љевишке и других српских цркава у Призрену, спаљена и тешко оштећена. Током наредних година, на црквици су обављани радови да би се вратила у своје првобитно стање.
За време Мартовског погрома је страдала целокупна Поткаљаја, док су у цркву Свете Недеље убачени стари мадраци, који су поливени бензином и запаљени, што је довело до тешког оштећења фресака у њеној унутрашњости. Поред тога, са цркве је скинут оловни кров и уништена су улазна врата.

## Обнова
Радови на обнови цркве су започели 2005. године, када је сређен кров, поправљен и обновљен стуб у олтарском делу, постављена су нова врата од храстовине, поправљени су прозори, зидови и метална ограда. Оловни кров цркве је био изнова украден, због чега је 2007. године постављен нови, обављене су поправке на унутрашњости цркве и уведене су електричне инсталације, да би током 2009. године били обављени рестаураторски радови на живопису цркве Свете Недеље.

## Основ за упис у регистар
Решење Покрајинског завода за заштиту споменика културе у Приштини, бр. 983 од 29. 12. 1966. Закон о заштити споменика културе (Сл. гласник СРС бр. 3/66).